# 中西叶美
中西 叶美（なかにし かなみ、1996年10月1日 - ）は、愛知県出身の女子競輪選手。日本競輪選手会愛知支部所属、ホームバンクは名古屋競輪場。日本競輪学校（当時。以下、競輪学校）第112期生。師匠は高野輝彰（83期）。

## 経歴
中学時代には陸上競技、高校時代にはサッカーに打ち込んでいた。高校1年のときにテレビでガールズケイリンを知り、競輪選手を志したという。
2016年1月14日、競輪学校第112回技能試験に合格。在校競走成績は6位（20勝）。
2017年7月15日、前橋競輪場でデビューし3着。初勝利は2018年7月19日の高知競輪場で挙げた。